# La Double Existence du docteur Morart
Pour plus de détails, voir Fiche technique et Distribution.
La Double Existence du docteur Morart est un film français réalisé par Jacques Grétillat et sorti en 1920.

## Synopsis
Le soir des fiançailles de son fils, le docteur Morart est ramené chez lui, inconscient. Il cache un secret et sa femme croit qu'il la trompe.

## Fiche technique
- Réalisation : Jacques Grétillat
- Scénario :  d'après une pièce de André de Lorde et Docteur Toulouse
- Production : Pathé
- Photographie : Géo Kessler
- Pays :  France
- Format : Noir et blanc - Muet
- Durée : 1 275 m[1]
- Date de sortie : 5 mars 1920 en France

## Distribution
- Jacques Grétillat : Docteur Morart
- Jean Debucourt : Paul Morart
- Pierre Hot : Saurel
- Émile Drain : Docteur André
- André Marnay : Docteur Le Sage
- Jeanne Delvair : Hélène Morart
- Germaine Sablon : Yvonne Saurel